# El salario del crimen
El salario del crimen es una película española policíaca de cine negro estrenada el 26 de diciembre de 1964, dirigida por Julio Buchs y protagonizada en los papeles principales por Arturo Fernández, Françoise Brion, José Bódalo y Manuel Alexandre.
La película logró la tercera posición en la elección de la mejor película de 1964 por parte del Sindicato Nacional del Espectáculo.

## Sinopsis
Mario, hijo de un comisario de policía fallecido en acto de servicio, es un honrado y eficaz detective de policía, con unos valores y principios intachables. Durante el transcurso de una investigación del asesinato de un compañero de trabajo, conoce a la atractiva y ambiciosa Elsa y entre ambos comienza una ilícita y apasionada aventura amorosa. A partir de entonces, los sólidos principios de Mario se tambalean y su vida se transforma por completo, al someterse al costoso tren de vida de Elsa, amante de la vida lujosa.

## Reparto
| - Arturo Fernández como Mario. - Françoise Brion como Elsa. - José Bódalo como Vílchez - Comisario de policía. - Manuel Alexandre como Jaime "Abuelito". - Manuel Díaz González como Ruiz - Secretario del banco. - Alberto Dalbes como Daniel, hermano de Elsa. - Tomás Blanco como Sáez - el cajero. - José María Caffarel como Director del banco. - Milo Quesada como policía. - Irene Daina como Amalia. - Margot Cottens como clienta de Elsa. - Jacinto San Emeterio como Ramiro. - Vicente Haro - Belinda Corel como empleada de Elsa. | - José Franco como propietario del tablao flamenco. - Luis Marín como Alberto - camarero del tablao flamenco. - Lola del Pino como Marta. - José Sepúlveda como vendedor de coches. - Goyo Lebrero como hombre que silba en ascensor. - Rufino Inglés - Pilar Gómez Ferrer como mujer que confunde a Jaime con el reparador de Telefónica. - Víctor Israel como delincuente interrogado. - Adolfo Torrado - Emilio Rodríguez como policía del aeropuerto. - Luis Sánchez Polack como "El adonis". - Antonio Riquelme como hombre al que la policía pide información. - José Álvarez "Lepe" |